# Linnaemya flavimedia
Linnaemya flavimedia är en tvåvingeart som beskrevs av Zhao och Yuan 1996. Linnaemya flavimedia ingår i släktet Linnaemya och familjen parasitflugor. Inga underarter finns listade i Catalogue of Life.